# 5156 Golant
Az 5156 Golant (ideiglenes jelöléssel 1972 KL) a Naprendszer kisbolygóövében található aszteroida. Tamara Mihajlovna Szmirnova fedezte fel 1972. május 18-án.